# Andrea Vaccaro

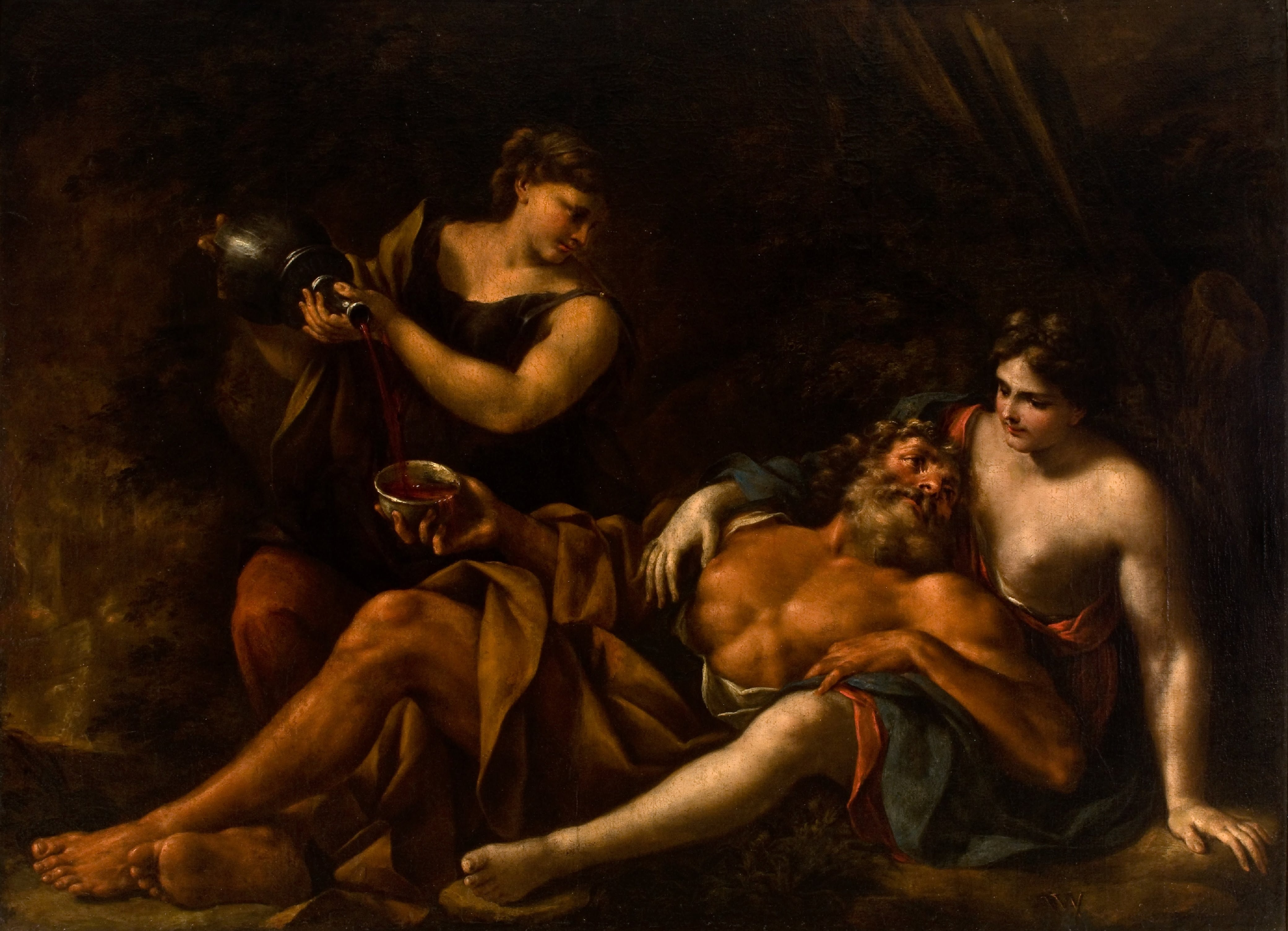
Lot y sus hijas, cuadro de la etapa tenebrista de Andrea Vaccaro (Museo de Río de Janeiro).

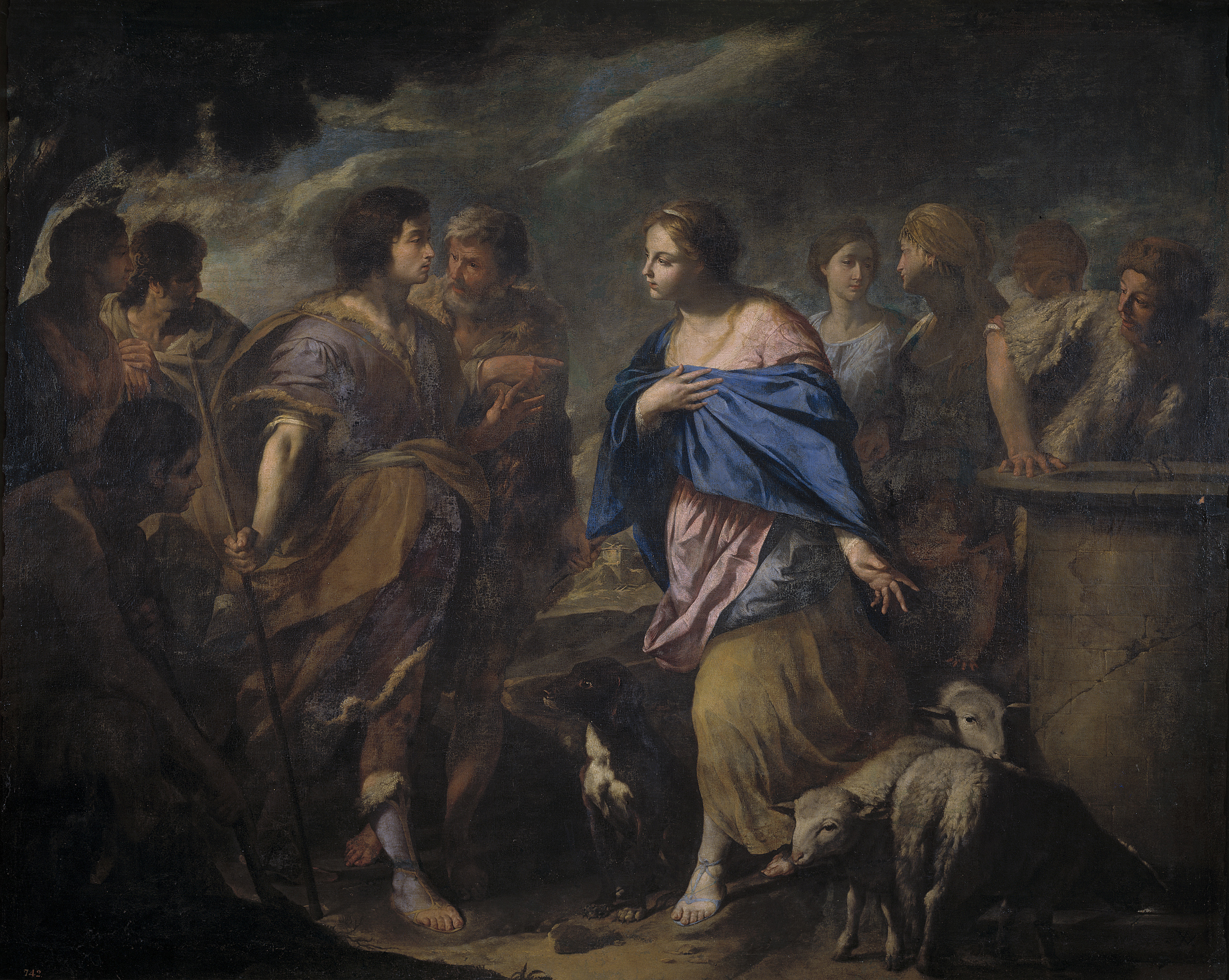
Encuentro de Isaac y Rebeca, Museo del Prado.

Andrea Vaccaro (Nápoles, 1604 – Nápoles, 1670) fue un pintor italiano de la llamada Escuela napolitana. Evolucionó de un estilo tenebrista a otro suavizado de manera clasicista.

## Biografía
Su obra se inspiró en el naturalismo tenebrista de Caravaggio, que reinterpretó o suavizó acercándolo al clasicismo. Asimiló influencias diversas, y sus obras se caracterizan por sus figuras mesuradas, su colorido claro (que se esfuma en los fondos) y la ausencia casi total de rasgos agresivos en expresiones y gestos, al contrario de lo que hacía Caravaggio.
Miembro de una familia de artistas, Vaccaro fue discípulo de Girolamo Imparato, un artista menor del último manierismo. Su primer estilo, de la década de 1620, delata influencias de Caravaggio y en mayor medida de sus seguidores napolitanos, casi los únicos artistas cuyo estilo pudo conocer hasta que salió de Nápoles.
Su amistad con Bernardo Cavallino, un viaje a Roma y la influencia de Guido Reni y Van Dyck, explican que en su madurez atemperase el naturalismo con un clasicismo más agradable y de más fácil salida comercial. También José de Ribera, que aclaró su colorido en la madurez, hubo de influirle.
La mayoría de su producción se debió a encargos eclesiásticos; sus imágenes de santos y martirios le convirtieron en uno de los artistas más demandados por la Iglesia de la época de la Contrarreforma. Dado que Nápoles era entonces virreinato de España, Andrea Vaccaro cuenta con una amplia presencia en los museos españoles. Destacan varias obras del Museo del Prado, como Encuentro de Isaac y Rebeca y varios lienzos sobre la vida de san Cayetano. En el Museu Nacional d'Art de Catalunya se conserva el ciclo de grandes lienzos con la Historia de Tobías, claro exponente de su fase más clasicista. También encontramos dos ejemplos en la colección privada de los duques de Alba (Magdalena penitente y La expulsión del Paraíso). La Real Academia de Bellas Artes de San Fernando conserva tres lienzos procedentes del desaparecido Convento de San Hermenegildo en Madrid: Santa Teresa con la Virgen y San José, Santa Lucía preparándose para el Martirio y un San Pedro y Santa Águeda, que en 1813 fue seleccionado para formar parte de las colecciones del Museo Napoleón en París (hoy Louvre). El Museo de Bellas Artes de Sevilla posee un lienzo suyo Jonás predicando el pueblo de Nínive y el Museo de Salamanca alberga una Inmaculada de gran formato procedente casi con seguridad del Colegio Mayor de San Bartolomé conocido como Anaya. En el Convento de las Madres Carmelitas Descalzas de Peñaranda de Bracamonte se conserva una Oración en el huerto, entre las muchas obras napolitanas que entregó su fundador, Gaspar de Bracamonte y Guzmán, Virrey de Nápoles.